# Buštěhrad
Buštěhrad település Csehországban, a Kladnói járásban. Buštěhrad Zájezd, Hřebeč, Stehelčeves, Makotřasy, Kladno és Lidice településekkel határos. Lakosainak száma 3995 fő (2024. január 1.).

## Népesség
A település lakosságának változását az alábbi diagram mutatja:
| Lakosok száma | 3055 | 3461 | 3334 | 2948 | 2676 | 2884 | 3302 | 3464 | 3859 | 3995 |
|               | 1869 | 1900 | 1921 | 1961 | 1980 | 2011 | 2016 | 2019 | 2021 | 2024 |